# 26e régiment d'infanterie vieux-prussien
Pour les articles homonymes, voir 26e régiment.
Le 26e régiment d'infanterie est un ancien régiment prussien à pied formé en 1714 à partir de différents contingents. Il est basé à Berlin. Sa tradition remonte à 1678.

## Garnison, remplacement et conditions sociales
Le régiment est basé à Berlin dans les quartiers de Cölln et autour du Spittelmarkt (de). Le remplacement du régiment est assuré par les arrondissements de Lebus, Cottbus et Beskow, situés au sud-est de la Marche. Comme il est d'usage au XVIIIe siècle, les soldats ne logent pas dans des casernes, mais dans des quartiers privés où ils doivent également exercer des activités secondaires en raison de la faible solde.

## Histoire
Pendant la guerre de Sept Ans, le régiment est l'un des régiments supérieurs à la moyenne. Fondamentalement, il doit être renouvelé à partir de zéro plusieurs fois. Plus de 464 membres du régiment d'environ 1 000 hommes sont morts à Leuthen, 360 à Zorndorf et 655 à Hochkirch. Le maréchal prince Maurice d'Anhalt-Dessau est crédité d'avoir dit au roi Frédéric le Grand : "Sa Majesté peut confier au régiment sa couronne et son sceptre s'ils courent devant le champ de bataille, alors moi non plus je ne peux pas rester là-bas."

Lors de la bataille de Leuthen en 1757, c'est le porte-étendard du régiment Meyerinck, qui fait partie de l'avant-garde à l'époque, le caporal Ernst Friedrich Rudolf von Barsewisch (de), à qui Frédéric le Grand adresse les paroles avant l'avancée :

« Le junker de la compagnie de corps, il voit bien ; il doit marcher vers le Verhack. Mais il ne doit pas trop avancer, afin que l'armée puisse suivre. »

.

## Commandants du régiment
- 1714 : Kurt Hildebrand von Loeben (de)
- 1730 : Henning Alexander von Kleist (de)
- 1749 : Dietrich Richard von Meyerinck (de)
- 1758 : Carl Heinrich von Wedel
- 1760 : Christian Bogislaw von Linden (de)
- 1764 : Anton Abraham von Steinkeller (de)
- 1778 : Hans Christoph von Woldeck
- 1789 : Philipp Adolph von Schwerin (de)
- 1795 : Johann Karl Leopold von Larisch

## Personnalités
- Friedrich Sebastian Wunibald Truchsess zu Waldburg (de) (plus tard commandant du 13e régiment d'infanterie)
- Frédéric-Erdmann d'Anhalt-Pless (chef de compagnie jusqu'en 1755; plus tard propriétaire du régiment français d'Anhalt)

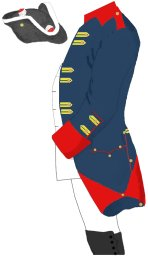
Uniforme 1756, d'après Kronoskaf

## Dissolution
Le régiment est en 1806 avec le Corps Blücher et disparaît avec lui. Une autre partie capitule à Erfurt .

## Uniforme, équipement
Au milieu du XVIIIe siècle, le régiment porte un uniforme bleu avec des revers rouges et des boutons jaunes. Sur la poitrine et les revers de manches ronds se trouvent 6 torons de rubans jaunes pointus par paires. La casquette des grenadiers est blanche avec un pompon blanc et rouge. La garniture est jaune. L'étendard du régiment est jaune avec une croix blanche en forme de flamme.
C'est du nom du dernier titulaire du régiment que dérive le terme de broderie Larisch (de) pour désigner l'élément de l'uniforme qui est ensuite adopté en dehors du régiment.